# Jet Stream
Jet Stream is een boomstamattractie in het Amerikaanse attractiepark Six Flags Magic Mountain.

## Algemene Informatie
Jet Stream is gebouwd in 1972 door Arrow Dynamics. Het was de eerste wildwaterbaanconstructie van Arrow Dynamics met een lopende band in plaats van een ketting. Deze had de Log Jammer, die Arrow Dynamics ook bouwde, nog niet.

## Herbenoemingen
Van 1972 tot 2001 heette Jet Stream gewoon Jet Stream. Six Flags vond het nodig om de naam te veranderen in Arrowhead Splashdown. Omdat deze naam niet beviel werd de naam weer terug veranderd in Jet Stream.

## Trivia
- In de RollerCoaster Tycoon 2 versie van Six Flags Magic Mountain was Jet Stream (destijds Arrowhead Splashdown) niet een dubbeltrack. Terwijl dit in werkelijkheid wel zo is.